# Phatthana Nikhom (huyện)
Phatthana Nikhom (tiếng Thái: พัฒนานิคม) là một huyện (amphoe) của tỉnh Lopburi ở miền trung Thái Lan.

## Địa lý

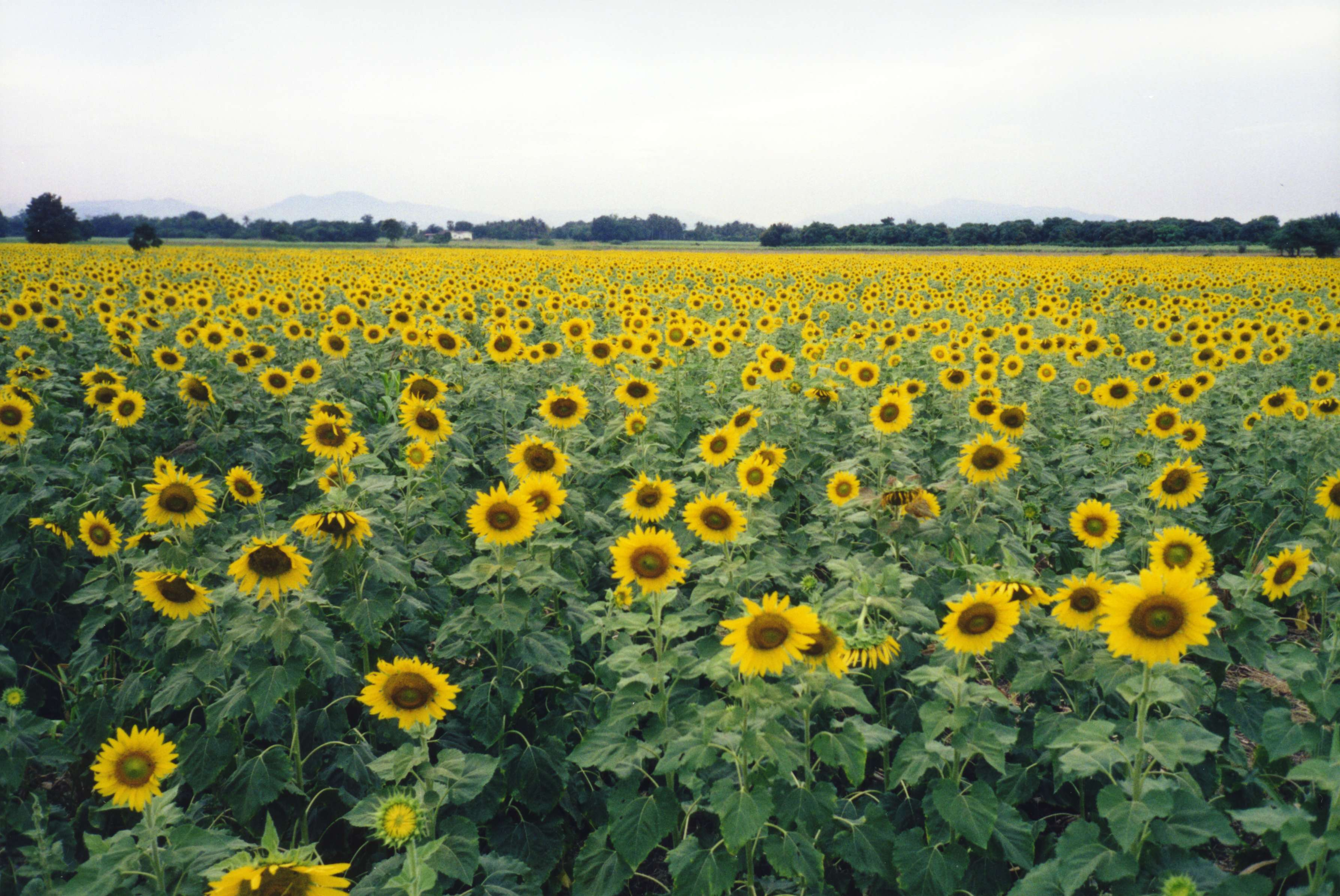
Cánh đồng hướng dương ở Phatthana Nikhom

Các huyện giáp ranh (từ phía bắc theo chiều kim đồng hồ) là Chai Badan và Tha Luang của tỉnh Lopburi, Muak Lek, Wang Muang, Kaeng Khoi, Chaloem Phra Kiat và Phra Phutthabat của Saraburi Province, và Mueang Lop Buri và Khok Samrong của Lopburi.
Đập Pasak Jolasit ngăn sông Pa Sak nằm ở huyện này. Phatthana Nikhom là một địa điểm du lịch mùa đông do có cánh đồng hoa hướng dương.

## Lịch sử
Huyện được lập trong thời kỳ cầm quyền của nguyên soái Plaek Phibunsongkhram.
Tiểu huyện (King Amphoe) được lập ngày 23 tháng 2 năm 1962, khi 5 tambon Di Lang, Manao Wan, Khok Salung, Chong Sarika và Nong Bua đã được tách ra từ huyện Mueang Lopburi. Đơn vị này đã được nâng cấp thành huyện ngày ngày 16 tháng 7 năm 1963.

## Hành chính
Huyện này được chia thành 9 phó huyện (tambon), các đơn vị này lại được chia ra thành 88 làng (muban). Có hai thị trấn (thesaban tambon) - Phatthana Nikhom nằm trên một phần của tambon Phatthana Nikhom, và Kaeng Suea Ten nằm trên một phần của tambon Nong Bua. Có 9 Tổ chức hành chính tambon.
| STT | Tên              | Tên Thái  | Số làng | Dân số |  |
| --- | ---------------- | --------- | ------- | ------ |  |
| 1.  | Phatthana Nikhom | พัฒนานิคม   | 14      | 12.293 |  |
| 2.  | Chong Sarika     | ช่องสาริกา  | 13      | 6.770  |  |
| 3.  | Manao Wan        | มะนาวหวาน | 7       | 4.235  |  |
| 4.  | Di Lang          | ดีลัง       | 7       | 7.220  |  |
| 5.  | Khok Salung      | โคกสลุง    | 11      | 11.150 |  |
| 6.  | Chon Noi         | ชอนน้อย    | 6       | 2.529  |  |
| 7.  | Nong Bua         | หนองบัว    | 11      | 6.014  |  |
| 8.  | Huai Khun Ram    | ห้วยขุนราม  | 11      | 6.818  |  |
| 9.  | Nam Sut          | น้ำสุด      | 8       | 4.277  |  |